# Дом Бецкого
Дом Бецкого (также известный как Дворец принца Ольденбургского) — особняк, возведённый в конце XVIII века по заказу Ивана Ивановича Бецкого. Надстроен уже в XIX веке Василием Стасовым. Расположен в Санкт-Петербурге по адресам Дворцовая наб., 2 и  Миллионная ул., 1.

## История
В начале XVIII века в северной части Царицына луга, на месте где сейчас стоит дом, располагалась еловая роща. В 1719—21 годах Доменико Трезини на этом месте построил галерею для отдыха царя, в которой Пётр I бывал ежедневно с 11 до 12 часов дня, принимал в ней прошения, обедал, а иногда устраивал праздники. В 1725 году, согласно атласу Мейера, здесь располагался бассейн, а в 1731 году — караульня.
В 1750 году именитый архитектор Бартоломео Франческо Растрелли возвёл на этом участке деревянный двухэтажный Оперный дом, называвшейся также «Большим театром». Театр славился своей декоративной отделкой, в нём находилось два яруса театральных лож. В императорской ложе стояли три отделанные золотом кресла, а в зрительном зале — деревянные стулья и скамейки. Знатная публика посещала театр бесплатно. Здесь выступали французские и итальянские оперные балетные труппы. В 1755 году в театре была дана первая русская опера «Цефал и Прокрис», сочинённая Ф. Арайей на либретто А. П. Сумарокова, а с 1757 по 1763 годы здание находилось в аренде у итальянской труппы, которая сделала вход платным. После этого многие места стали приобретаться абонементом на весь сезон, так как входная плата была достаточно высока (в 1759 году билет стоит 1 рубль). В последние годы царствования Елизаветы Петровны билеты раздавались в первую очередь придворным. После отъезда итальянцев на родину театр перестал работать. До 1770 года здание пустовало, затем в течение двух лет его занимали офицеры и служители придворного ведомства, а в 1772 году его снесли.
С 1784 по 1787 годы на месте Оперного дома по приказу Екатерины II велось строительство дома для Ивана Бецкого, вселившегося в новый особняк лишь через два года после окончания строительства. Светских мероприятий и ассамблей в доме не устраивалось, однако иногда здесь проходили вечера для воспитанников учебных заведений, подведомственных Ивану Ивановичу Бецкому. Имелось весьма значительное собрание произведений искусства. В особняке Бецкого в своё время побывали многие известные личности, например: философ Дидро или последний король Польши Станислав Август Понятовский.
В 1791—96 годах в доме проживал известный писатель и баснописец Иван Крылов. Здесь он открыл свою типографию, где печатались журналы «Зритель» и «Санкт-Петербургский Меркурий».

В Санкт-Петербурге, в типографии Крылова с товарищи, в новом Его Высокопревосходительства Ивана Ивановича Бецкого доме, что у летнего сада, выходит ежемесячное издание под названием Зритель: в нём помещаются как сатирические, критические, таки стихотворные сочинения, подражания и переводы. Началось сие издание с Февраля 1792 года. …Ежели кто за благо руссудит удостоить сие издание приисылкою своего сочинения, то оное помещено будет с благодарностью.— Санкт-Петербургские ведомости, март 1792 
После смерти Бецкого в 1795 году дом перешёл в руки его дочери Анастасии, жены адмирала Осипа Рибаса. С 1822 года домом завладели уже внучки Бецкого. В 1830 году особняк выкупили в казну и отдали принцу Петру Ольденбургскому. В 1837 году он женился на принцессе Терезе Нассауской, в связи с чем в 1839—41 годах дворец надстроили и заново отделали по проекту В. П. Стасова.
В сентябре 1917 года Александр Петрович Ольденбургский продал дом за 1 500 000 рублей Временному правительству, которое передало его Министерству просвещения. После Октябрьской революции здесь устроили коммунальные квартиры. В 1921 году в доме Ольденбургских был открыт Центральный педагогический музей, работал кружок им. М. Е. Салтыкова-Щедрина.
С 1962 года дом Бецкого принадлежит Ленинградскому библиотечному институту (в настоящее время — Санкт-Петербургский государственный институт культуры). Оно соединено с соседним домом Салтыковых, также принадлежащим институту, внутренними переходами.

## Архитектурные особенности

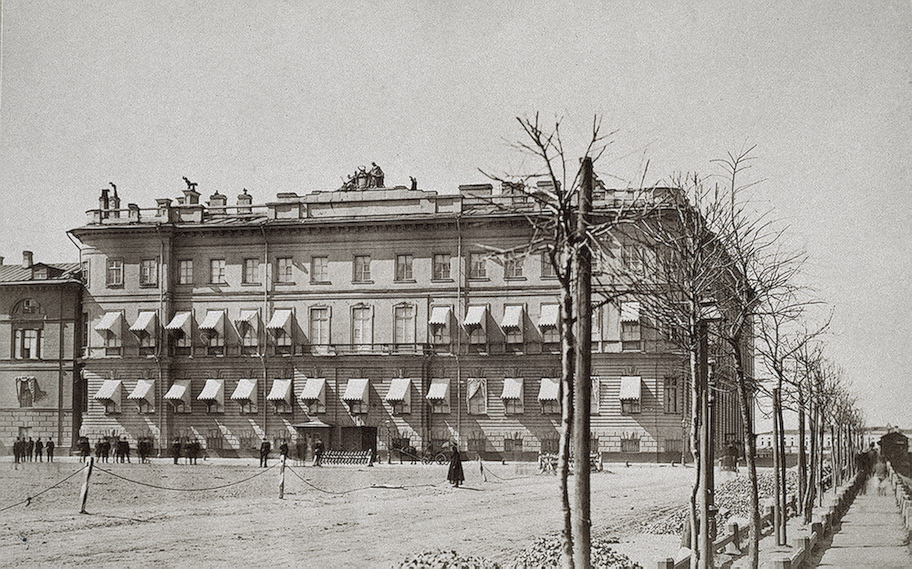
Вид от Марсова поля, 1870-е годы

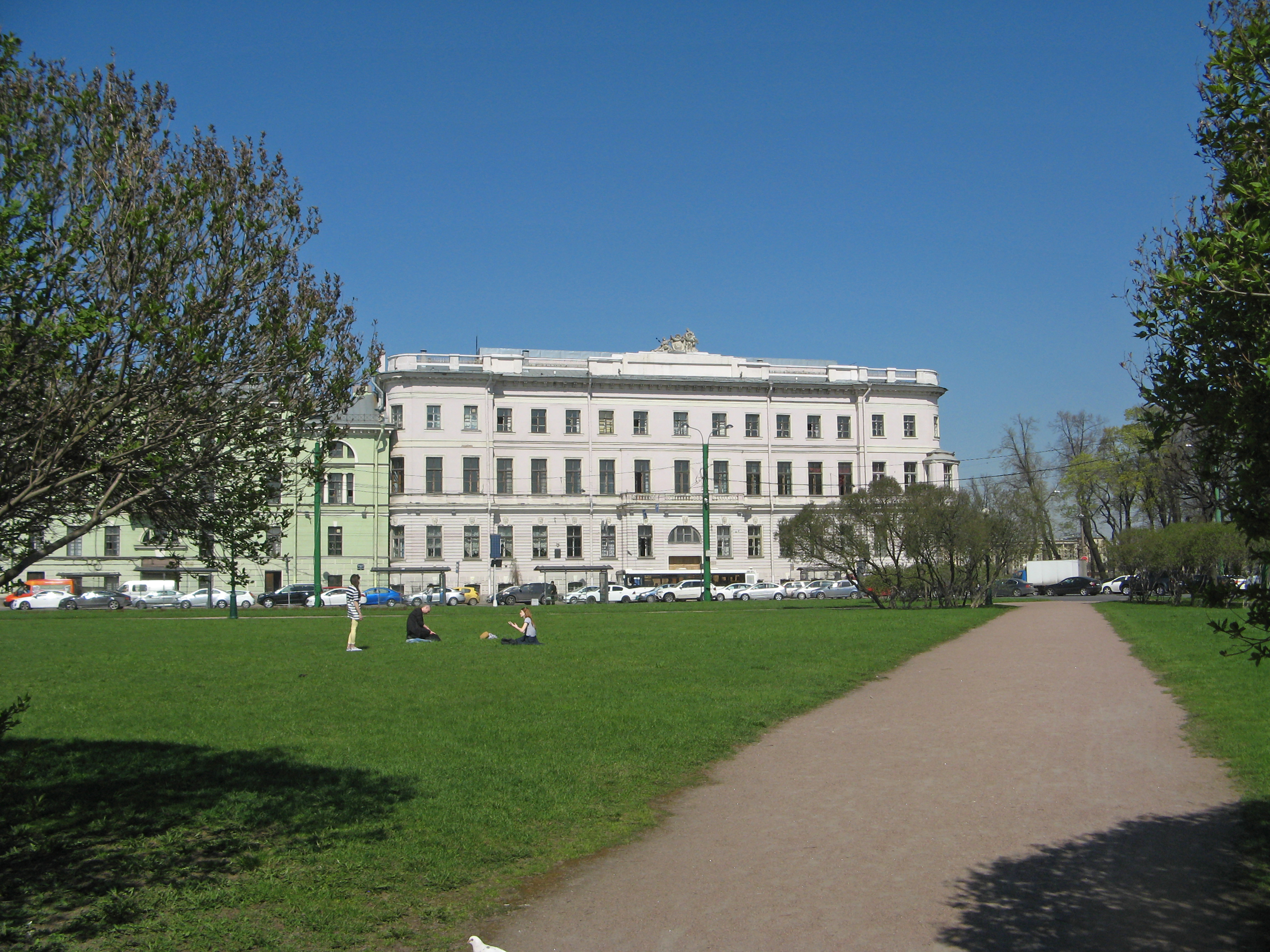
Современный вид от Марсова поля

В плане здание — правильный четырёхугольник. Дом имел обширный внутренний двор, который впоследствии застроили флигелями. Корпус, выходящий на Марсово поле, изначально был двухэтажным с боковыми башнями и висячим садом, наподобие висячего сада Малого Эрмитажа — такую роскошь в те годы не мог себе позволить никто, кроме царских особ. Внутри двора, на уровне второго этажа, уцелели кронштейны, на которых, по-видимому, крепилась конструкция висячего сада такого же типа, как в Малом Эрмитаже, разработанная Ю. Фельтеном. Корпус, выходящий на набережную, сохранил свой первоначальный облик XVIII века.
Дом Бецкого посетил швейцарский астроном и путешественник И. Бернулли, который впоследствии так описывал свои впечатления:

«Он недавно отстроил свой дом, при нём имеется сад, устроенный с большими издержками. К саду примыкает библиотека, кабинет рабочий и зало с картинами, среди которых было много весьма замечательных и ценных для знатоков; более из голландской школы, но было немало и посредственных. Я застал Бецкого в халате, разгуливающего в саду вместе с графом Минихом (сыном фельдмаршала), пользующимся большим его расположением и доверием»— Цит. по: П. М. Майков Иван Иванович Бецкой. СПб., 1904, с. 454
Однако Бернулли не уточняет, о каком доме идёт речь. Бецкой имел два особняка (ещё один особняк для Бецкого строил Ю. Фельтен на Дворцовой наб., д. 12-14 (здание полностью разрушено во время войны). И в обоих домах был висячий сад.

### Авторство
До сих пор не установлено авторство проекта здания. В 2005 году в Перечне объектов культурного наследия КГИОП фамилия Валлен-Деламота уже не значится. Наиболее вероятным считается авторство либо соавторство Юрия Фельтена. На последнего указывают пропорции архитектурных членений, включение ниш в композицию фасада. Интерьеры сохраняют элементы декора, характерные для творческого почерка Фельтена: горизонтальные рельефы с фигурками, вертикальные филёнки — рельефы из связок цветов и разных предметов, закреплённых лентой.